# Окаліна-Кольонія
Окаліна-Кольонія (пол. Okalina-Kolonia) — село в Польщі, у гміні Опатув Опатовського повіту Свентокшиського воєводства.
Населення — 131 особа (2011).
У 1975-1998 роках село належало до Тарнобжезького воєводства.

## Демографія
Демографічна структура на день 31 березня 2011 року:
|          | Загалом | Допрацездатний вік | Працездатний вік | Постпрацездатний вік |
| -------- | ------- | ------------------ | ---------------- | -------------------- |
| Чоловіки | 64      | 11                 | 46               | 7                    |
| Жінки    | 67      | 9                  | 37               | 21                   |
| Разом    | 131     | 20                 | 83               | 28                   |